# 龟甲宝螺
龟甲宝螺（学名：Cypraea mauritiana），是中腹足目宝螺科宝螺属的一种。主要分布于马来西亚、中国大陆、台湾，常栖息在大多岩礁区、低潮线下。